# Miki Biasion
Massimo „Miki“ Biasion (* 7. ledna 1958 Bassano del Grappa) je bývalý italský automobilový závodník. Rallye začal jezdit v roce 1979, v roce 1983 se stal mistrem Itálie i Evropy. V seriálu mistrovství světa v rallye účinkoval v letech 1980 až 1994, byl dominantní postavou období po zrušení skupiny B: vyhrál sedmnáct závodů MS, v celkovém pořadí byl druhý v roce 1987 a v letech 1988 a 1989 se stal mistrem světa (byl druhý po Juhovi Kankkunenovi, kdo dokázal titul obhájit). Jezdil na voze Lancia, jeho navigátorem byl Tiziano Siviero. V roce 1989 získal ocenění Autosport Awards pro jezdce roku. Později startoval v závodech kamionů, desetkrát se zúčastnil Rallye Dakar (nejlepším výsledkem bylo páté místo v roce 1999).